# Juozas Zikaras
Juozas Zikaras (ur. 18 listopada 1881 w Paliukai w rejonie poniewieskim, zm. 10 listopada 1944 w Kownie) – litewski rzeźbiarz i medalier. Był autorem Pomnika Wolności w Kownie, z którego personifikacja Wolności posłużyła jako główny motyw Medalu Niepodległości Litwy. Zaprojektował także Medal Pierwszego Wojskowego oraz litewskie monety (lity), wprowadzone do obiegu w 1925 roku.

## Życiorys

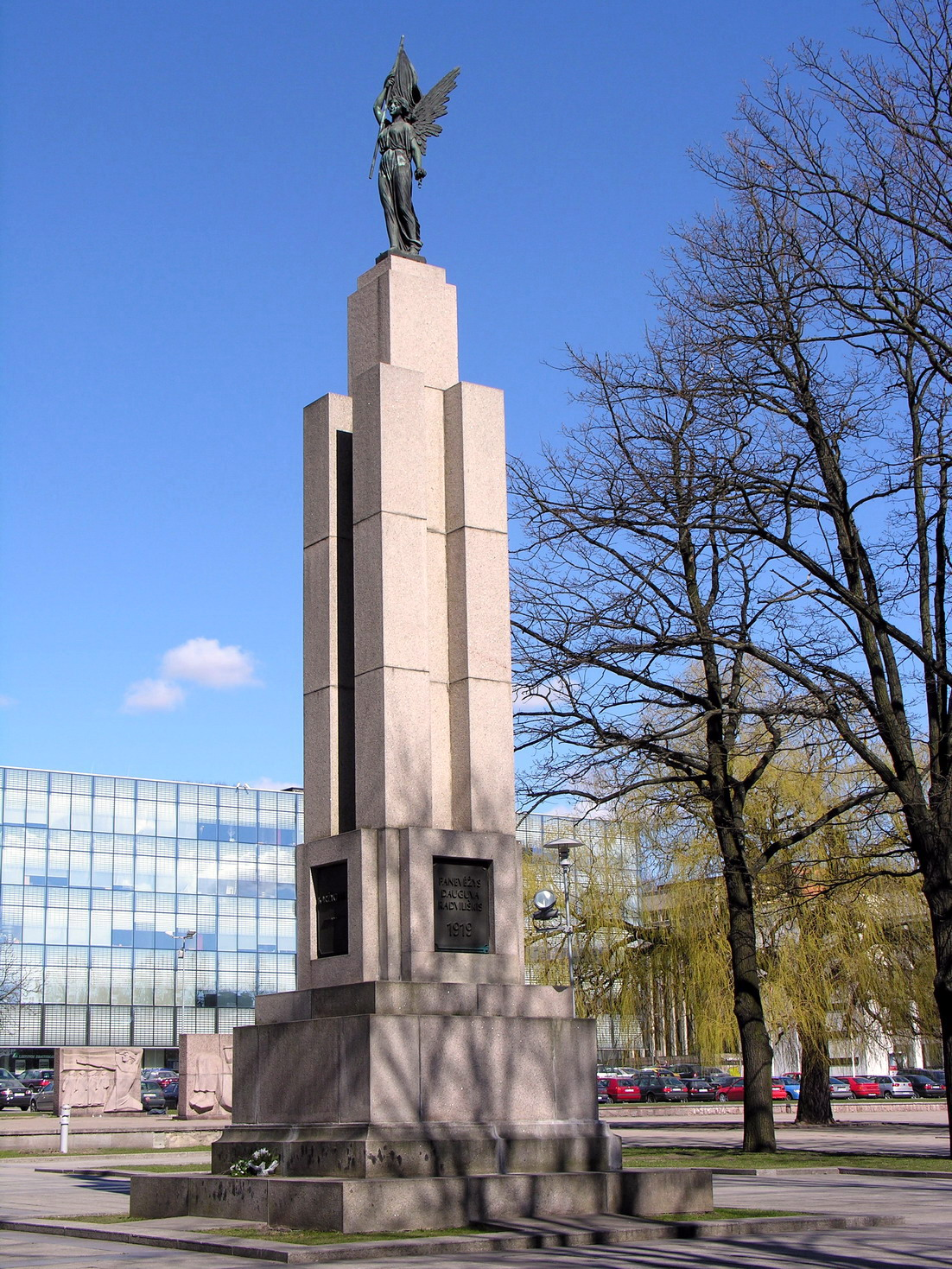
Pomnik Wolności w Kownie z 1928 roku autorstwa Juozasa Zikarasa

Urodził się w rodzinie bezrolnego chłopa. Początkowo pracował jako stolarz i zajmował się handlem, a następnie był dozorcą w seminarium nauczycielskim w Poniewieżu. Nauczył się grać na skrzypcach i występował z regionalną orkiestrą. W czasie wolnym rzeźbił w drewnie, malował portrety i pejzaże. Rozpoczął naukę w szkole artystycznej w Wilnie, kontynuując ją w Petersburgu, gdzie w 1916 roku zdobył dyplom rzeźbiarza.
W 1918 roku powrócił na Litwę. Podjął pracę jako nauczyciel sztuki w gimnazjum oraz w seminarium nauczycielskim w Poniewieżu. Zaczął tworzyć rzeźby z brązu. Pomnik Wolności jego autorstwa został odsłonięty w 1928 roku w Kownie z okazji dziesięciolecia niepodległości Litwy, a rzeźba ta stała się symbolem wolności dla narodu litewskiego.
Zmarł śmiercią samobójczą.